# Rogério Vieira (político)
Rogério Vieira (São Francisco do Sul, 3 de julho de 1903 – Florianópolis, 3 de setembro de 1978) foi um político brasileiro.
Filho de Alfredo Vieira e de Hermínia Vieira. Casou com Celmira Serrão Vieira e tiveram três filhos.
Filiou-se à Aliança Liberal. Foi prefeito de São Francisco do Sul, em 1931, nomeado pelo interventor federal. Foi deputado estadual na 1ª legislatura (1935 — 1937), como suplente convocado. Foi deputado federal na 38ª legislatura (1947—1951), como suplente convocado, eleito pelo Partido Social Democrático (PSD). Assumiu o mandato desde o início dos trabalhos da Assembléia Nacional Constituinte, em fevereiro de 1946, em substituição a Nereu Ramos, também eleito deputado federal por Santa Catarina, mas que optou pelo mandato de senador.